# Ursus nella terra di fuoco
Ursus en la tierra de fuego es una película peplum italiana de 1963, dirigida por Giorgio Simonelli y protagonizada por Ed Fury. Fue la cuarta y última vez que el actor norteamericano encarnara a este personaje. Se engloba dentro del subgénero de Peplum Fantástico en el que las referencias a la antigüedad clásica han desaparecido para ambientarse en un lugar y época indeterminados.